# Parafia św. Zofii w Sławoszewie
Parafia św. Zofii w Sławoszewie – parafia rzymskokatolicka należąca do dekanatu czermińskiego diecezji kaliskiej. Parafia liczy 820 wiernych.

## Historia
Źródła pisane potwierdzają istnienie parafii już w 1405. Sławoszew należał wówczas do rodu Sławoszewskich. Proboszczem był duchowny o imieniu Piotr, należący do jakiegoś zakonu. Ówczesny kościół był drewniany pod wezwaniem św. Zofii. Nowy kościół drewniany wzniesiono na miejscu starego w 1717. Fundatorem był Franciszek Skrzetuski. Kościół konsekrowano 24 sierpnia 1724. W ołtarzu głównym znajduje się kopia obrazu Matki Boskiej Częstochowskiej z XVI–XVII wieku. Kościołem filialnym jest kaplica pw. Matki Bożej Bolesnej w Racendowie.
Na obszarze parafii leżą miejscowości: Parzew (część), Racendów i Sławoszew.
Obok św. Zofii, patronki kościoła i parafii, w Sławoszewie czczona jest też św. Rozalia z Palermo, której odpust przypada 4 września.

## Proboszczowie
- ks. Krzysztof Matuszewski (od 2021)
- ks. kan. Jerzy Rychlewski
- ks. Marian Ratajczak
- ks. Jan Schneider
- ks. K. Frąckowiak
- ks. Stefan Figas
- o. Pacyfik Samoraj OFM
- ks. Józef Eberl
- ks. Józef Staszak
- ks. Ludwik Hoffmann
- ks. Piotr Łagoda
- ks. Krzysztof Matuszewski (od 1 sierpnia 2021)